# Wialenski
Wialenski (biał. Вяленскі; ros. Веленский) – przystanek kolejowy w pobliżu miejscowości Nowy Uborek, w rejonie puchowickim, w obwodzie mińskim, na Białorusi. Położony jest na linii Homel - Żłobin - Mińsk.